# 桑塔金 (犹他州)
桑塔金（英語：Santaquin）是美国犹他州犹他县與賈布縣下属的一座城市。建市于1851年，面积大约为10.39平方英里（26.9平方公里），海拔约为4,984英尺（1,519米）。根据2010年美国人口普查，该市有人口9,128人。